# Myrmarachne hoffmanni
Myrmarachne hoffmanni är en spindelart som beskrevs av Embrik Strand 1913. Myrmarachne hoffmanni ingår i släktet Myrmarachne och familjen hoppspindlar. Inga underarter finns listade i Catalogue of Life.